# Comatellinae
Comatellinae is een onderfamilie van haarsterren uit de familie Comatulidae.

## Geslachten
- Alloeocomatella Messing, 1995
- Comatella A.H. Clark, 1908
- Davidaster Hoggett & Rowe, 1986
- Nemaster A.H. Clark, 1909